# جايسون ولز
جايسون ولز (بالإنجليزية: Jason Wells)‏ هو ممثل أمريكي، ولد في 15 أغسطس 1960.

## وصلات خارجية
- جايسون ولز على موقع IMDb (الإنجليزية)
- جايسون ولز على موقع IMDb (الإنجليزية)
- جايسون ولز على موقع قاعدة بيانات الفيلم (الإنجليزية)
- جايسون ولز على موقع قاعدة بيانات الفيلم (الإنجليزية)